# Бюргерский классицизм
Бюргерский классицизм — ответвление стилевого направления классицизма, которое получило распространение в период Нового времени в некоторых крупных развивающихся европейских городах. В основном этот стиль обслуживал запросы и потребности зажиточной бюргерской прослойки, которая традиционно выделялась в рамках иерархической системы городского населения.

## Деятельность Кристофа Хаберланда

улица Маза Пилс, 1

В Риге провозвестником этого стиля являлся известный строительный мастер Кристоф Хаберланд, который выработал многие архитектурные приёмы и элементы декоративного оформления зданий под непосредственным воздействием своего французского учителя и вдохновителя теоретика архитектуры и дизайна Жана Франсуа Тене-Форша. На данный момент точно известно о том, что ему принадлежат постройки по адресам улица Пилс, 9 (1780 год), Смилшу, 5 (строилось с 1787 по 1794), Маза Пилс, 1 и 3 (построены в 1788 году), и многие другие дома, а также здание Катлакалнской церкви, законченной в 1792 году. Авторство нескольких спорных сооружений точно не установлено, однако высказываются предположения, что они принадлежат его ученикам и последователям.
В целом жилые дома в стиле бюргерского классицизма, отличавшиеся особыми композиционными параметрами, строились в конце XVIII века. Тип жилого дома этого стиля, который может быть отнесён к разновидности доходного дома со съёмными апартаментами, был реализован в Риге именно архитектором Хаберландом. Впервые в истории строительства рижских жилых домов ему удалось сочетать продуманные пропорции и сдержанное применение элементов классической архитектуры (отдельная композиционная черта проявлялась в оригинальном оформлении крыш домов) с особенностями отделки интерьеров.

## Архитектурные особенности зданий этого стиля

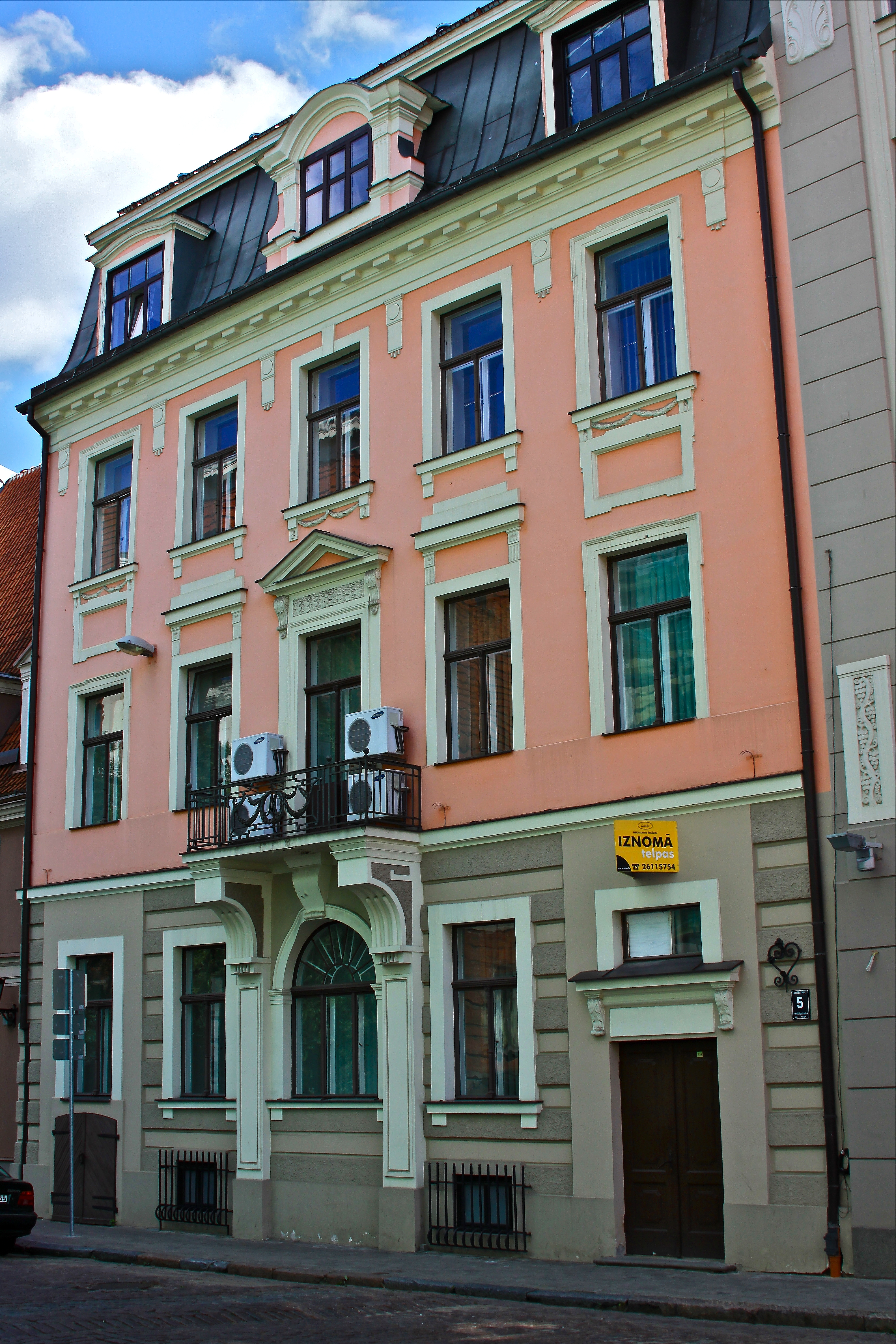
улица Смилшу, 5

Жилой дом, отстроенный в стиле бюргерского классицизма, обычно имеет три этажа, которые дополнены мансардой. В нём располагаются несколько квартир, из которых наибольшими богатством и красочностью отделки отличалась репрезентационная квартира хозяина доходного дома. Она по установившейся традиции располагалась на втором этаже. Чаще всего первый этаж предназначался для разного рода хозяйственных, административных и конторских помещений, а мансарду также использовали для жилья. Что касается центральной квартиры, принадлежавшей домовладельцу, то её планировка носила характер анфилады, включала в себя парадные церемониальные залы круглой, овальной или прямоугольной формы, в которых размещались богато декорированные панели, а двери украшались резным орнаментом. В числе других элементов декоративного оформления интерьера могли быть использованы колонны и вазы, которые создавали декоративное обрамление плафонов, изваянных из гипса. Печи непременно должны были быть круглой формы, паркетные полы также отличались строго выверенным орнаментом, также могли быть использованы скульптурные или живописные панно, барельефы, разнообразные элементы, которые указывали на принадлежность к трём классическим ордерам. В качестве элементов соединения этажей употреблялись винтовые деревянные лестницы с декоративными перилами.
Фасады зданий, принадлежащих к этому стилевому направлению, во всех случаях характеризуются симметрией, которая, в свою очередь, акцентирована центральным входам и балконами, которые расположены на уровне второго этажа, либо одним балконом на втором этаже, который относится к репрезентативной квартире домовладельца. При строительстве фасадов этих домов архитекторы применяли ризалиты, а также пологие фронтоны, с оригинально оформленными окнами овальной формы. Что касается отделки фасада, то она зачастую отличалась тонкостью и плоскостью. Первые этажи в большинстве случаев были отделаны рустом, окна имели декоративные наличники, которые отличались друг от друга формой и профилировкой. Разнообразен также спектр украшений окон зданий, строившихся в стиле бюргерского классицизма: архитекторы предпочитали использовать сандрики, модульоны (декорированные кронштейны, поддерживающие выносную плиту), гирлянды, которые свисали с центрального карниза, разнообразно украшенные триглифы и пилястры, неотъемлемые элементы любого классицистического фасада. Кровли зданий бюргерского классицизма покрывались черепицей, слуховые окна отличались изогнутой формой.

## Характерные образцы стиля в Риге
Наиболее типичные жилые дома, относящиеся к стилевому направлению бюргерского классицизма (помимо тех, которые уже были упомянуты выше в этой статье): дом № 1 по улице Грециниеку; дом по улице Шкюню, 17 (одно из хрестоматийных зданий Кристофа Хаберланда); улица Вецпилсетас, 17 (жёлтого цвета — собственный дом эльдермена цеха рижских перевозчиков латыша Яниса Крузе, с эмблемой-логотипом домовладельца, происходившего из известной в Риге латышской фамилии Крузе (можно упомянуть Симаниса Крузе, который в 1682 году призвал членов цехового братства перевозчиков, подсобных цехов и латышских ремесленнических организаций города сопротивляться запрету латышам покупать сельскохозяйственную продукцию напрямую у её поставщиков, без финансово обременительного посредничества рижских торговцев немецкой национальности)); дом по улице Миесниеку, 1; улица Екаба, 24; улица Театра, 6 (личный дом Кристофа Хаберланда, ныне в нём расположена гостиница "МАН-ТЕСС"). Многие элементы этого популярного во второй половине восемнадцатого века стиля были использованы в решении фасадов пригородных усадеб и загородных домов рижских бюргеров (усадьба в Страздумуйже недалеко от озера Юглас; усадьба в Клейстах («Клейсту муйжиня»); усадьба купеческой семьи Уленброков (автор Хаберланд), усадьбы Анниньмуйжа и Бишумуйжа и ряд других строений схожей функциональной направленности).
|               |  |                 |  |                   |  |         |
| Грециниеку, 1 |  | Вецпилсетас, 17 |  | Усадьба Бишумуйжа |  | Пилс, 9 |